# Анатомия зубов
Анатомия зубов — область анатомии, посвящённая изучению строения зубов человека. В её компетенцию входят развитие, внешний вид и классификация зубов. Функционирование зубов при их контакте друг с другом рассматривается в другом разделе — в окклюзии зубов. Формирование зубов начинается ещё до рождения, и в это время определяется конечная морфология зубов. Стоматологическая анатомия также является таксономической наукой: она занимается наименованием зубов и структур, из которых они состоят, и эта информация служит практической цели при лечении зубов.
Обычно у человека насчитывается 20 первичных (молочных) зубов и 32 постоянных (коренных) зуба, последние четыре коренные зуба — это третьи моляры или «зубы мудрости», каждый из которых может вырасти, а может и не вырасти. Среди молочных зубов 10 обычно находятся на верхней челюсти, а остальные 10 — на нижней челюсти. Среди постоянных зубов 16 находятся на верхней челюсти, и остальные 16 — на нижней челюсти. Каждый зуб имеет определённые отличительные особенности.

## Рост зуба

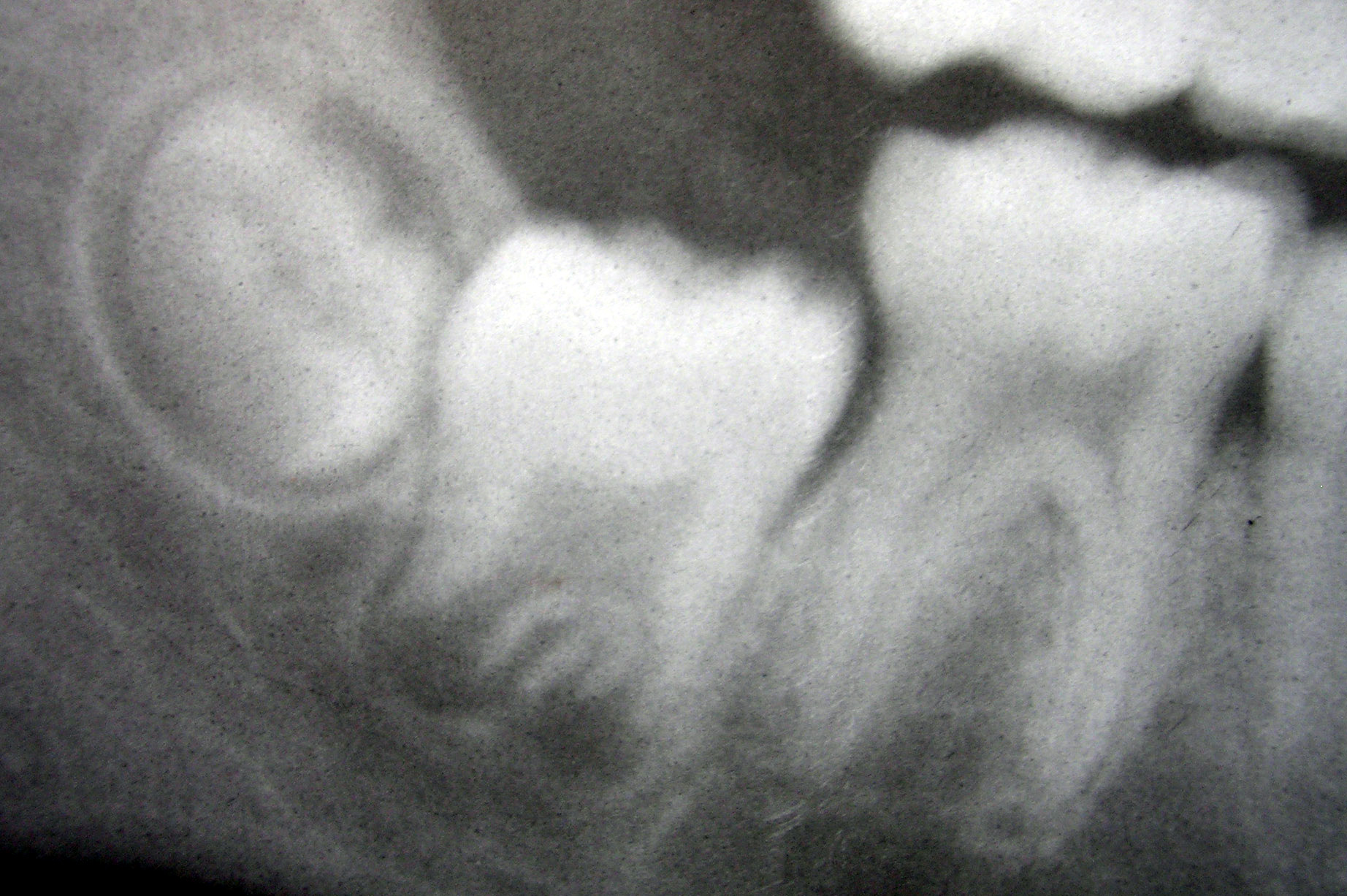
Рентгенограмма нижних правых моляров. Слева направо: третий, второй и первый моляр. Каждый из них находится на разной стадии развития.

Развитие зубов — это сложный процесс, в ходе которого зубы формируются из эмбриональных клеток, растут и прорезываются в полости рта. Зубы имеются у разнообразных видов и их развитие во многом сходно развитию зубов человека. Чтобы зубы человека имели здоровую среду полости рта, эмаль, дентин, цемент и пародонт должны развиваться на соответствующих стадиях развития плода. Молочные зубы начинают формироваться между шестой и восьмой неделями внутриутробного развития, а постоянные зубы начинают формироваться на двадцатой неделе внутриутробного развития. Если зубы не начнут развиваться в это время или около него, они не будут развиваться вообще.
Значительное количество исследований посвящено определению процессов, которые инициируют развитие зубов. Широко распространено мнение, что в тканях первой жаберной дуги имеется фактор, необходимый для развития зубов. Зубной зачаток представляет собой скопление клеток, которое в конечном итоге образует зуб и состоит из трёх частей:
1. эпителиальный эмалевый орган — отвечает за развитие зубной эмали
2. мезенхимный зубной сосочек — из него образуется дентин и пульпа
3. мезенхимный зубной фолликул (мешочек) — из него образуется пародонт.

## Названия и нумерация

### Названия
Зубы называются по их набору, а также по дуге, классу, типу и стороне. Зубы могут принадлежать к одному из двух наборов зубов: первичные (молочные) зубы или постоянные (коренные) зубы. Кроме того, название зависит от того, в какой зубной дуге находится зуб. Термин «верхнечелюстной» применяется к зубам верхней челюсти, а «нижнечелюстной» — к зубам нижней челюсти. Существует четыре класса зубов: резцы, клыки, премоляры и моляры. Премоляры встречаются только в постоянных зубах; в молочных зубах нет премоляров. Внутри каждого класса зубы можно классифицировать по разным признакам. Резцы делятся на центральные и боковые резцы. Среди премоляров и моляров выделяют первые и вторые премоляры, а также первые, вторые и третьи моляры. В название также может быть включена сторона рта, на которой находится зуб. Например, конкретное название зуба может быть «постоянный левый боковой резец верхней челюсти».

### Схемы нумерации

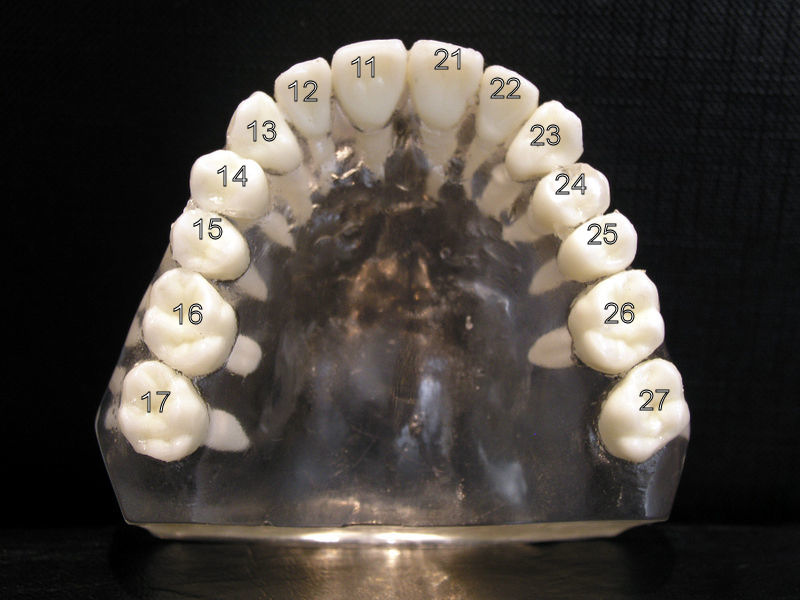
Нумерация зубов верхней челюсти согласно международной двухцифровой схеме Виола

Существует несколько различных систем стоматологических обозначений для привязки информации к конкретному зубу. Наиболее распространённые схемы нумераций зубов — это международная двухцифровая схема Виола (международное использование), универсальная система нумерации (распространена в США) и схема Зигмонди — Палмера.